# Доброєво (Любуське воєводство)
Доброєво (пол. Dobrojewo, нім. Johanneswunsch) — село в Польщі, у гміні Сквежина Мендзижецького повіту Любуського воєводства.
Населення — 215 осіб (2011).
У 1975-1998 роках село належало до Гожовського воєводства.

## Демографія
Демографічна структура станом на 31 березня 2011 року:
|          | Загалом | Допрацездатний вік | Працездатний вік | Постпрацездатний вік |
| -------- | ------- | ------------------ | ---------------- | -------------------- |
| Чоловіки | 124     | 23                 | 89               | 12                   |
| Жінки    | 91      | 16                 | 55               | 20                   |
| Разом    | 215     | 39                 | 144              | 32                   |